# Айзенберг
Айзенберг (на немски: Eisenberg) е хълм с височина 562 м до квартал Голдхаузен в Корбах в Северен Хесен, Германия.
Хълмът е горист и има златни находки. На върха му се намират останикте на замък Айзенберг.